# Luriecq
Luriecq là một xã trong tỉnh Loire miền trung nước Pháp.